# ც
Das C̕an (ც) ist der 27. Buchstabe des georgischen Alphabets. Der Buchstabe stellt den Laut [tsʰ] dar und wird im Deutschen mit dem Buchstaben Z transkribiert.
Heute wird im Mchedruli-Alphabet nur noch das ც verwendet. Im historischen Chutsuri-Alphabet gab es noch den Großbuchstaben Ⴚ; das kleingeschriebene Pendant dazu war das ⴚ.
Es war dem Zahlenwert 2000 zugeordnet.

## Zeichenkodierung
Das C̕an ist in Unicode an den Codepunkten U+10EA (Mchedruli) bzw. U+10BA (Chutsuri-Großbuchstabe) und U+2D1A (Chutsuri-Kleinbuchstabe) zu finden.